# Vsevolod Coroliuc
Vsevolod Coroliuc (n. 17 mai 1956, Ghindești, RSSM – d. 1 august 2023, Tambov, Rusia) a fost un muzician de rock, poliinstrumentalist (flaut, fluier, saxofon, baterie, percuție, sarod, sitar), compozitor și vocalist moldovean.

## Biografie
Născut într-o familie mixtă (lipovean și româncă). Unchiul a fost deportat la Kurgan în anul 1949 ca culac. Membru ULCT (1970-1984). A fost membru al formațiilor "Dnestrovskie ghitarî" (1970-1973), "Cordial" (Tiraspol, 1973-1974), "Surgut" (1974-1979), "Cruiz" din Rusia și "Covceg". A practicat stilurile: pop, baladă, reggae, hard rock. Este cunoscut ca autorul muzicii piesei "Izvorul", pe versuri de Vasile Alecsandri, care a fost un șlagăr în interpretarea formației "Cruiz", unde a colaborat cu Valeriu Găină și Alexandru Chirnițchi, de asemenea din Republica Moldova. În anul 1984 a colaborat o perioadă de 1 an la Chișinău cu chitaristul Alexandru Cazacu și compozitorul Ion Enachi, ca percuționist și toboșar. A locuit la Moscova. Admirator al formațiilor Beatles și al lui Ravi Shankar, a compus muzică pe texte de autori români, ruși și de pretutindeni.

## Discografie
- 1981, Крутится волчок ("Vârf rotitor")
- 1982, Послушай, человек ("Ascultă aici, omule")
- 1985, КиКоГаВВА ("KikoGaVVA")
- Album retrospectiv al formației Kruiz, în seria «Легенды русского рока» (Legendele muzicii de rock rusești).
- 1994, Reggae - Ковчег (casetă)
- 1994, Колокольчики, adică "Clopoței" (a apărut la 1999)
- 1995, Батакакумба, adică "Batakakumba" (reeditat la 2005)
- 1997, Девочка-скерцо ("Fata-scherzo")
- 1998, Сторона от ("Petrecere")
- 1999, Божия коровка ("Buburuză")
- 2000, Регги левой ноги ("Picior stâng de reggae")
- 2007, Ольга Арефъева и группа Ковчег ("Olga Arefieva și grupul Arca")

## Biblioteci și baze de date
- Biblioteca Natională a Moldovei Arhivat în 3 august 2009, la Wayback Machine.(Nume propriu: krutica volčok; poslušai, čelovek; kikogavva;)
- Biblus Arhivat în 13 aprilie 2016, la Wayback Machine.
- Biblus Arhivat în 12 aprilie 2016, la Wayback Machine.
- Biblus Arhivat în 5 martie 2016, la Wayback Machine.
- Biblus Arhivat în 21 octombrie 2013, la Wayback Machine.

## Interviu
- Interviu lui Vladimir Marocikin